# Villehad Forssman

Villehad Forssman (1911)

Villehad Henrik Forssman (* 26. April 1884 in Wyborg, Großfürstentum Finnland; † 10. Februar 1944 in Hannover) war ein schwedischer Ingenieur und Flugzeugkonstrukteur.

## Leben
Forssman, als Sohn schwedischer Eltern in Finnland geboren, hatte sich bereits auf verschiedenen Gebieten der Technik als Erfinder versucht und seit etwa 1910 im Russischen Reich Flugzeuge und zwei Luftschiffe (s. a. Russische Luftschifffahrt) gebaut, ehe er ins Deutsche Reich übersiedelte, um ein Privatflugzeug für Prinz Sigismund von Preußen zu konstruieren.
Der Eindecker – seiner abgestumpft-gedrungenen Frontseite wegen mit dem Spitznamen Bulldogge belegt – wurde Anfang 1914 fertiggestellt und bereits alleine die Tatsache, dass Forssman von einem hochrangigen Angehörigen des Hauses Hohenzollern mit dem Bau eines Flugzeugs betraut worden war, führte dazu, dass er zum Chefingenieur der neu eingerichteten Flugzeugbau-Abteilung von Siemens-Schuckert ernannt wurde.
Nach Beginn des Ersten Weltkriegs im August 1914 veranlasste Forssman, dass Siemens eine weiterentwickelte Version seiner Bulldogge als Militärflugzeug baute. Die Flugeigenschaften der Maschine erwiesen sich jedoch als so unbefriedigend, dass die Oberste Heeresleitung die Abnahme verweigerte.
Als Reaktion verlegte Forssman daraufhin den Schwerpunkt seiner Arbeit auf den Bau eines Riesenbombers nach dem Vorbild des russischen Sikorski-Großflugzeugs Le Grand. Forssman konstruierte einen Doppeldecker, der von vier je 110 PS starken Motoren angetrieben wurde. Das fertiggestellte Flugzeug erwies sich aber als Fehlkonstruktion, da es bei keinem Testflug nennenswert vom Boden abheben konnte. Hinzu kam, dass der teils zu fragil, teils erheblich zu massiv gebaute Bomber aufgrund seiner Hecklastigkeit schon bei den kurzen Sprüngen, die er bei den Startversuchen erreichte, nahezu völlig unsteuerbar war. Während beinahe eines Jahres gelang es trotz mehrfacher Umbauten nicht, die Maschine flugfähig zu machen. Im Jahre 1915 entließ Siemens Forssman aufgrund seiner fortgesetzten Misserfolge.

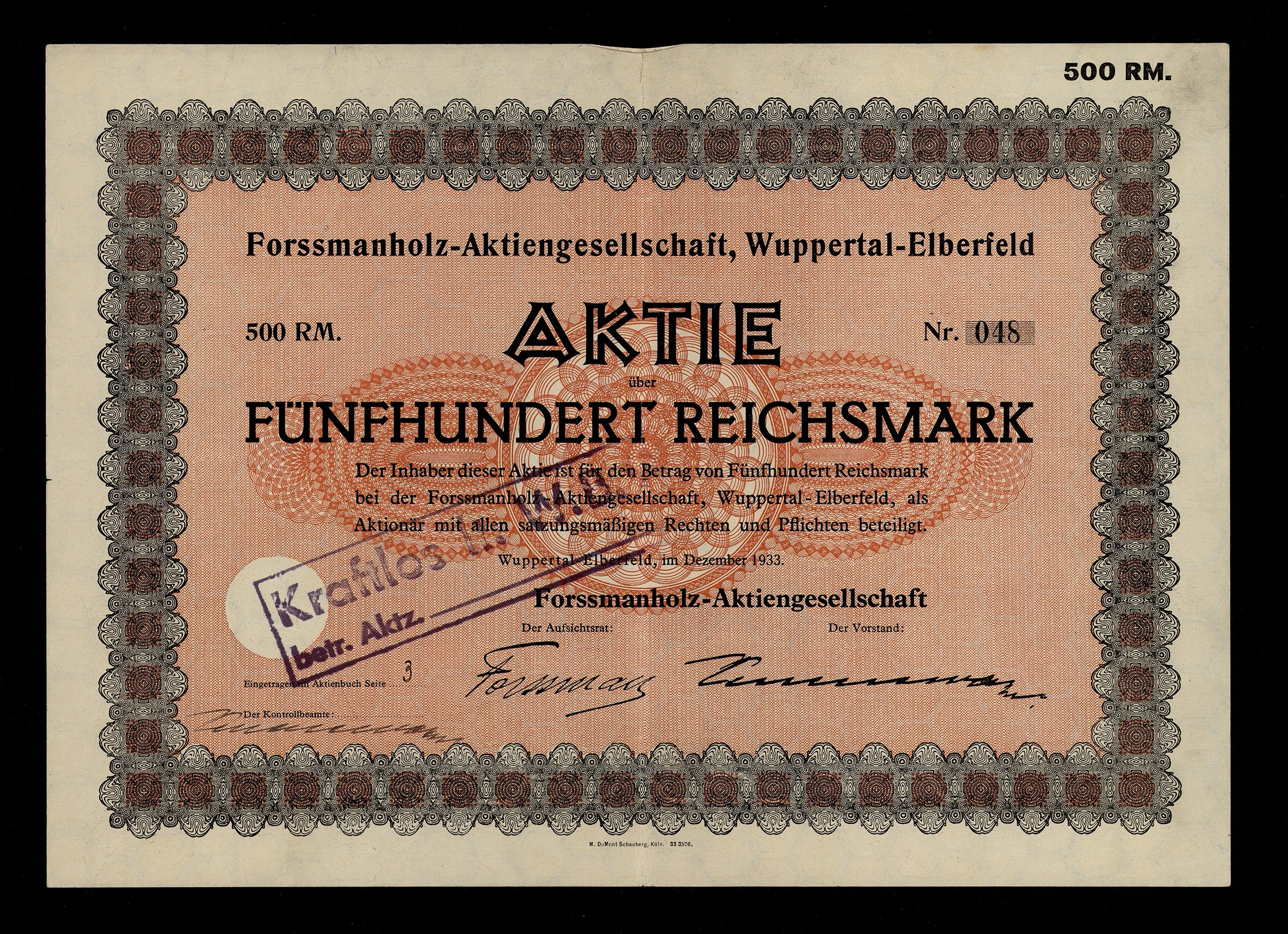
Aktie der Forssmanholz-AG mit Unterschrift von Aufsichtsrat Villehad Forssman vom Dezember 1933

Im Verlaufe des Ersten Weltkriegs trat Forssman noch ein weiteres Mal als Flugzeugkonstrukteur in Erscheinung: Er siedelte 1917 nach Köln um und wurde im Jahr darauf bei Mannesmann-Mulag im nahegelegenen Porz-Westhoven Leiter des Flugzeugbaus. Es wird vermutet, dass Mannesmann und Forssman um 1917 über einen Entwicklungsauftrag des Reichsmarineamtes für einen ferngesteuerten Torpedo (Deckname „Fledermaus“) Kontakt zueinander fanden. Es ist nicht bekannt, ob außer den Lufttorpedos tatsächlich auch Flugzeuge in Westhoven fertig gebaut wurden. Neuen Erkenntnissen zufolge war Forssman auch verantwortlich für den Bau des unvollendet gebliebenen gigantischen Mannesmann-Poll-Dreideckers, an dem er bereits seit 1916 gearbeitet hatte.
Nach dem Ende des Krieges blieb Forssman in Deutschland, tat sich aber nur noch auf dem Gebiet der Holzverarbeitung hervor: Er meldete mehrere deutsche und US-Patente an, die sich auf Verbesserungen bei der Fertigung von Bleistiften und Sperrholz beziehen.
Villehad Forssman war mit Anna Katarina Pasch verheiratet. Ihr gemeinsamer Sohn Erik Forssman (1915–2011) war ein namhafter, bis zu seinem Todesjahr an der Universität Freiburg wirkender Kunsthistoriker.

## Trivia
Obgleich Villehad Forssman ein wenig bekannter Flugzeugkonstrukteur war, erscheint sein Charakter in einer Folge der Fernsehserie Die Abenteuer des jungen Indiana Jones: In Episode 38 Indiana Jones und der Rote Baron gehört neben Anthony Fokker auch Forssman zu den Personen der Handlung.